# ミッキーマウス クラブハウス
『ミッキーマウス クラブハウス』（原題：Mickey Mouse Clubhouse）はミッキーマウスを題材にした子供向けテレビ番組。アメリカ合衆国で2006年5月5日から2016年11月6日まで放送され、日本では2006年5月7日から長くに渡るまでリピートも含めて放送されている。ディズニー・チャンネルで放映されているディズニージュニア（旧称：プレイハウスディズニー）の一部である。
スピンオフシリーズに「ミニーのリボンショー」、「ミッキーのびっくりどうぶつ」、「ミッキーのマウスケたいそう」がある。
当番組終了後にディズニージュニアのミッキーマウス番組は続けて制作しており、2017年から「ミッキーマウスとロードレーサーズ」、2019年から「ミッキーマウス　ミックス・アドベンチャー」、2021年から「ミッキーマウス　ファンハウス」が放送されている。さらに、2025年に本作の正式なリメイク版の放送される予定である。

## 作品
ミッキーマウスやその仲間達が番組内に登場し、視聴者が問題を解決することに興味をそそられるようインタラクティブ性が高められている（視聴者に対してミッキーが解決方法を問うなど）。
基本的には1話完結だが、2回1話完結のエピソードもある。各エピソードは視聴者が「形の認識や10までの数字を数えるといったような基本的なスキルを利用して年齢相応の問題を解決する」ことをキャラクターが手助けする。認知や社会や創造性を学ぶ機会を生み出す全ての子供を対象としたプレイハウスディズニーのカリキュラムを本シリーズは利用している。
ウォルト・ディズニー・テレビジョン・アニメーションがプロデュースしたこの番組は2005年3月1日副社長Gary MarshによりディズニーABCケーブルネットワークグループが番組を制作し放映することがアナウンスされた。
ミッキーと仲間たちは以前にもディズニーのテレビシリーズ『ミッキーマウス・ワークス（Mickey Mouse Works（1999–2001））』『ハウス・オブ・マウス（Disney's House of Mouse（2001–2003））』に登場していた（『ハウス・オブ・マウス』内では『ミッキーマウス・ワークス』と『ディズニークラシック短編集』内で制作された短編アニメの再放送も行っていた）が、本番組は前記二つとは異なり全編新作かつより低年齢向けに作られているのが特徴的である。
この番組はまたゼイ・マイト・ビー・ジャイアンツによる2つのオリジナル曲をフィーチャーしている。『Mickey Mouse Club』という曲の編曲版がクラブハウスの導入に使われる。
コンピューターアニメーションの技術によるこれらのCGキャラクターがテレビに登場したのはこれが初めてのことである。キャラクターのCGは『ポップアップ ミッキー/すてきなクリスマス』（Mickey's Twice Upon a Christmas）とテーマパークのアトラクション『ミッキーのフィルハーマジック』（Mickey's PhilharMagic）の初期に導入された。しかしながら最新版はミッキーとミニーの3Dレンダリングは頭がどの方向へ向いているかに関係なく彼らの耳がはっきりと円のまま維持されるという意味で、オリジナルの手書きのものにより近くなっている。
米国では第2シーズン放映中の2009年5月18日にミッキーマウスの声優であったウェイン・オルウィンが死去したため、新エピソードの製作が一時中断されたが、4代目声優としてブレット・イワンが就任して以降製作が再開された。なお、本国では2012年放送終了のシーズン3までは生前のウェインが収録を行なったものを放映し、そのストックを使い切ったシーズン4のみブレットが収録した。
2014年をもって新作エピソードの音声収録は終了したが、全エピソードが完成するには2016年までかかった。
日本での放送局は、ディズニー・チャンネル、ディズニージュニア、Dlife（2020年3月放送終了）のディズニー社の関連BS/CS放送局3局で放送されている他、テレビ東京系の『Disney Time』（2006年7月20日 - 2011年9月23日）などでも放送されたことがある。日本語および英語による字幕放送を実施（ミッキーの声は黄色、その他のキャラクターの声は白で表示される）。

## 構成
エピソードは"ミースカムースカミッキーマウス！（Meeska Mooska Mickey Mouse!）"の魔法の言葉で始まる。それから、ミッキーの胴体部分に似たクラブハウス本館だけが最初に登場し、彼の頭部に似た2階部分、右腕＆左脚に似た別館および廊下が自然に増築される（毎回のラストシーンで本館以外は自然消滅する）。クラブハウスの右手首部分は右腕から分離して気球として使用可能。
マウスケドア（Mousekedoer）と呼ばれるマシンで今日のマウスケツール（Mouse-ka-tool）を一つずつ確認していく。エピソード内で発生する問題をこれらのマウスケツールで解決していく。マウスケツールは「トゥードルズ（Toodles）」が所持しており、トゥードルズを呼ぶとどのマウスケツールを選ぶのかをミッキーが質問してからそのマウスケツールを問題の現場までトゥードルズが持ってきてくれる。第26話まではマウスケドアでマウスケツールを確認してからトゥードルズが登場していたが、第27話以降は先にトゥードルズが登場してからツールの確認に移っている。毎回ひとつは中身が隠されており秘密のマウスケツール（ミステリーマウスケツール）と呼ばれている。マウスケツールは全部で4つあり（時々3つか5つ）、1つ使うと使ったツールが消えて選択肢が少なくなる。通常のツール全てが使えそうでなく、残るはミステリーマウスケツールだけになった時には全員で「ミステリーマウスケツール！」と唱えると中身が明らかになる。そして初めて使用可能になる。
またマウスケツールの数によりトゥードルズに表示されるマウスケツールの配置や数が違ってくる。たまに「キュードルズ」が出演するときもある。
エピソード内で起きた事件や問題が全て解決するとミッキーが視聴者に立ち上がるよう促し、キャラクター達がクラブハウス内で「マウスケダンス」を踊りエンディングに入る。

### 基本的なエンディングの流れ
- 日本語版第26話まで･･･マウスケダンスが流れる→途中でミッキーが今日のおさらいを行う。→曲終了→エンディング（上部：スタッフ･キャスト、下部：マウスケダンスの振り）
- 第27話以降･･･マウスケダンスが流れる→今日の主役から一言（プルートは鳴き声のみ）→曲終了→エンディングで今日のおさらいor一場面が流れる。（上半分：場面、下半分：スタッフ・キャスト）
- スペシャル（1時間版）･･･マウスケダンスが流れる→今日の主役から一言→曲終了→エンディング（今日のおさらい、静止画とスタッフ・キャストが流れる）

## 登場キャラクター

### メインキャラクター
ミッキーマウス
主人公およびメンバー達のリーダー。クラブハウスの案内人。
ミニーマウス
ミッキーのガールフレンド。料理や栽培が趣味。前半では、過去作と比べあまり出番がなく少し影が薄いキャラクターになってしまっていたが、後半からはそれを挽回するように、「ミニー・スペシャル」と題した主役エピソードも多く作られた。
ドナルドダック
他作品と同様、短気な性格で損な役回りが多いが従来のシリーズと違い、最後は報われる結末が多い。乗り物の運転は主に彼が行う。
デイジーダック
ドナルドのガールフレンド。
グーフィー
他作品と同様、マイペースなおとぼけ者。「マウスケツール」の名前を間違える事が多くしばしばドナルドにつっこまれている。
プルート
ミッキーの飼い犬。
トゥードルズ
フォン・ドレイクが発明した、マウスケツールを所持するためのロボット。ミッキーの顔を模しており、顔部分には使用できるマウスケツールが表示される。マウスケツールが必要になった際に彼を呼べばすぐに駆け付ける。『トゥードルズのおたんじょうびパーティー』ではドレイクが彼の誕生日を記念し、表情や声で感情を表す機能を搭載させた。

### サブキャラクター
ピート
他作品と同様、悪事を働く事もあるが、基本的にミッキー達とは友好関係にあり、仲良くしており、後のシリーズでも設定が継承されている。あらゆる施設の番人や管理者を務める事があり、利用者のミッキーらに豆などのアイテムを請求する。また全て同一人物と言うわけではなく、回によってはそっくりさんとして登場している。
クララベル・カウ
スーパーマーケット「モーマート」を経営しているグーフィーのガールフレンド。他、イベントの司会を務めたり自慢の歌唱力を活かしてマザー・グース等の歌を披露したりする。
ルードヴィヒ・フォン・ドレイク
ドナルドの叔父で発明家。あらゆる発明品をミッキー達のために役立てるが、中には欠陥品や使い方を誤ると大きなトラブルを招く物もあり、これらが騒動の発端となるパターンもある。
チップとデール
シマリスのコンビ。ピート同様、回によってはそっくりさんとして登場している。
ウィリー
『ミッキーと豆の木』に登場する雲の上に住む巨人。長らく吹替を務めてきた西尾徳が前年に逝去したため、今作では田中英樹が巨人を演じている。
モーティマー・マウス
第10話にカメオ出演して以降は出番は皆無だったがTVスペシャル「スーパーアドベンチャー」で悪役として再登場を果たした。なお今作及び『ミッキーマウス!』での日本語吹替声優には、従来の江原正士ではなく『ミッキーのライバル大騒動』の青柳版でモーティマーを演じた水内清光が起用された。
ペティーボーン
グーフィーの飼い猫。
ブーブーチキン
ドナルドが飼っている鶏。
フィガロ
ミニーの飼い猫。
ブッチ
ピートの飼い犬。従来シリーズではプルートのライバルで別の人物に飼われたことがある。
キュードルズ

## 番組内で使われるアイテム・場所

### アイテム
- マウスケツール
- ピクチャーパズル･･･ピクチャーパズルの歌にあわせて、パズルの絵が動く。完成後、ピクチャーパズルの手が拍手するなどのお祝いがある。
- ハンディーヘルパー･･･「ハンディーヘルパー」と呼ぶことによって、至るところからロボットのような手が出てくる。また必要に応じて、出現する時もある。
- シリースイッチ･･･レバーを下ろすと部屋が変わる。

### 場所
- ミッキーパーク
- ミッキーシアター
- ミッキーレイク

## エピソード

### オリジナル

#### テレビ
- 01001 Daisy-Bo-Peep（ゲスト チップとデール）
- 01002 A Surprise for Minnie（ゲスト ブラック・ピート）
- 01003 Goofy's Bird（ゲスト Baby Red Bird）
- 01004 Mickey Goes Fishing（ゲスト Mr. Pettybone・ルードヴィヒ・フォン・ドレイク・ブラック・ピート）
- 01005 Donald's Big Balloon Race（ゲスト クララベル・カウ・ルードウィック・ヴォン・ドレイク・チップとデール・ブラック・ピート）
- 01006 Donald and the Beanstalk（ゲスト 巨人のウィリー・Boo-Boo Chicken）
- 01007 Minnie's Birthday（ゲスト モーティマー・マウス・チップとデール・ルードヴィヒ・フォン・ドレイク）
- 01008 Donald the Frog Prince（ゲスト ルードヴィヒ・フォン・ドレイク・ブラック・ピート）
- 01009 Goofy on Mars
- 01010 Mickey Go-Seek（ゲスト ブラック・ピート・チップとデール）
- 01011 Daisy's Dance（ゲスト ブラック・ピート・チップとデール）
- 01012 Pluto's Ball（ゲスト Baby Red Bird・ブラック・ピート・チップとデール）
- 01013 Donald And The Baby Sheep
- 01014 Mickey's Treasure Hunt
- 01015 Daisy in the Sky（ゲスト ルードヴィヒ・フォン・ドレイク・ブラック・ピート・チップとデール）
- 01016 Pluto's Puppy-Sitting Adventure（ゲスト クララベル・カウ・Bella）
- 01017 Pluto's Best（ゲスト ブラック・ピート・Butch the Bulldog・チップとデール・クララベル・カウ・ルードヴィヒ・フォン・ドレイク）
- 01018 Mickey's Treat（ゲスト ブラック・ピート）
- 01019 Mickey Saves Santa（ゲスト サンタクロース婦人・ルードウィック・ヴォン・ドレイク）
- 01020 Mickey's Easter
- 01021 Minnie Red Riding Hood（ゲスト ブラック・ピート）
- 01022 Sleeping Minnie（ゲスト ブラック・ピート・クララベル・カウ）
- 01023 Goofy the Great
- 01024 Mickey's Color Adventure
- 02025 Goofy's Petting Zoo
- 02026 Dr Daisy MD
- 02027 Donald's Lost Lion

#### ビデオ
- V01001 Mickey Saves Santa
- V01002 Goofy's Bird
- V01003 Mickey-Go-Seek
- V02001 Mickey's Great Clubhouse Hunt
- V02002 Donald's Hiccups

### 日本語版
テレビ
★印はDVD版未収録（2016年11月現在）
- 01 デイジーのヒツジをさがそう（Daisy Bo Peep）
- 02 ★ミニーのバレンタイン・プレゼント（A Surprise for Minnie）
- 03 ことりのおうちをさがそう（Goofy's Bird）
- 04 ドナルドのききゅうのレース（Donald's Big Balloon Race）
- 05 ★プルートのボール（Pluto's Ball）
- 06 ドナルドとまめのき（Donald and the Beanstalk）
- 07 ミッキーとさかなをつろう（Mickey Goes Fishing）
- 08 グーフィーをたすけよう（Goofy On Mars）
- 09 カエルになったドナルド（Donald the Frog Prince）
- 10 ミニーのおたんじょうびパーティー（Minnie's Birthday）
- 11 デイジーのダンス（Daisy's Dance）
- 12 たのしいハロウィーン（Mickey's Treat）
- 13 ミッキーのかくれんぼ（Mickey-Go-Seek）
- 14 がんばれプルート（Pluto's Best）
- 15 ★ミッキーのたからさがし（Mickey's Treasure Hunt）
- 16 デイジーたちをたすけよう（Daisy in the Sky）
- 17 ミニーのスープ（Minnie Red Riding Hood）
- 18 プルートとこいぬ（Pluto's Puppy-sitting Adventure）
- 19 グーフィーのてじな（Goofy the Great）
- 20 ★ドナルドのライオン（Donald's Lost Lion）
- 21 サンタクロースをたすけよう（Mickey Saves Santa）
- 22 デイジーせんせい（Dr. Daisy, M.D.）
- 23 ミッキーのいろあつめ（Mickey's Color Adventure）
- 24 ねむれるもりのミニー（Sleeping Minnie）
- 25 しゃっくりをとめよう（Donald's Hiccups）
- 26 ★グーフィーのこどもどうぶつえん（Goofy's Petting Zoo）
- 27 ★グーフィーのダンス（Fancy Dancin' Goofy）
- 28 ハンディヘルパーをなおそう（Mickey's Handy Helpers）
- 29 ★ことりのおうちをつくろう（Goofy The Homemaker）
- 30 ★あかちゃんグーフィー（Goofy Baby）
- 31 グーフィーのトレーニング（Goofy in Training）
- 32 ミニーのピクニック（Minnie's Picnic）
- 33 ミッキーのコンサート（Mickey's Big Band Concert）
- 34 めいたんていミニー（Minnie's Mystery）
- 35 ★グーフィーのぼうし（Goofy's Hat）
- 36 ★ドナルドへのおくりもの（Donald's Special Delivery）
- 37 デイジーのペット（Daisy's Pet Project）
- 38 クララベルのクラブハウスゆうえんち（Clarabelle's Clubhouse Carnival）
- 39 ミッキーとミニーのジャングルたんけん（Mickey and Minnie's Jungle Safari）
- 40 すうじをつかまえよう（Mickey's Round-Up）
- 41 ★ミッキーのおおきなしごと（Mickey's Big Job）
- 42 ミッキーすいせい（Mickey's Comet）
- 43 ミッキーのキャンプ（Mickey's Camp Out）
- 44 ミッキーのてんらんかい（Mickey's Art Show）
- 45
- 46 ミッキーとまほうのタマゴ（Mickey and the Enchanted Egg）
- 47 プルートのあわぶろ（Pluto's Bubble Bath）
- 48 6にんのグーフィー（Goofy Goes Goofy）
- 49 スペースキャプテンドナルド（Space Captain Donald）
- 50 ひみつのスパイデイジー（Secret Spy Daisy）
- 51 ★ミッキーのおかしなもんだい
- 52 ミニーのにじ（Minnie's Rainbow）
- 53 ピートのハワイアンパーティー
- 54 ★プルートとアシカ
- 55 ★サー・グーフィー
- 56 ★ミッキーのかんしゃのひ
- 57 なかよしチーム
- 58 グーフィーのココナッツパーティー
- 59 ★きゅうじょけんプルート
- 60 ★クララベルのクラブハウスミュージカル
- 61 かせいからのメッセージ
- 62 ドナルドのアヒル
- 63 ミニーとまいごのミツバチ
- 64 ★グーフィーのねがいごと
- 65 ミッキーのびっくりプレゼント
- 66 ★グーフィーのロボット
- 67 ミッキーのたまごさがし
- 68 スーパーグーフィーのスーパーチャレンジ
- 69 ★トゥードルズのおたんじょうびパーティー
- 70 さばくのドナルド
- 71 ★グーフィー・ザ・グレートのしっぱい
- 72 プルートときょうりゅう
- 73 まじんドナルド
- 74 ★デイジーのキリギリス
- 75
- 76
- 77 ミッキーのマウスケたいそう
- 78 クラブハウスのちいさなパレード
- 79 ミニーのリボンやさん
- 80 ★ミニーのかそうパーティー
- 81 ミニーのパジャマパーティー
- 82 ミニーのカレンダー
- 83
- 84 グーフィーのだいぼうけん
- 85 ★きんぎょのおともだちをさがそう
- 86 フィガロをさがそう
- 87 ミッキーせんちょう
- 88 ★ピートおうじのおひるね
- 89 ★いろんなかたちをさがそう
- 90 ミニーとデイジーのフラワーショー
- 91 ベビーシッターグーフィー
- 92
- 93
- 94 ★きょだいヒヨコのなぞ
- 95 ★ドナルドダック クラブハウス
- 96 ★ドナルドのたまご
- 97 きんのニワトリをさがそう
- 98 プルートのおとぎばなし
- 99 ★グーフィーのかんがえるぼうし
- 100 きえたグーフィー
- 101 ★クラブハウスののうじょう（40分版）
- 102 ★ドナルドジュニア
- 103 うちゅうのティーパーティー
- 104 ミッキーののうじょうまつり
- 105 クリスタル・ミッキーをさがせ（40分版）
- 106 ★デイジーのポニーテール
- 107 ミッキーのなぞとき
- 108 シェフ・グーフィー
- 109 マウスケドゥアをなおそう
- 110 ★ありがとうトゥードルズ
- 111 マウスケボールをつかまえよう
- 112 ミニーレラ（40分版）
- 113 ミッキーのうんどうかい
- 114 ミッキーレイクのたんけん
- 115 クラブハウスのせかいりょこう
- 116 ドナルドのあたらしいクラブハウス
- 117 ミニーのペットサロン
- 118 ミッキーのマウスケバースデー
- 119 ポップスター・ミニー
- 120 クラブハウスのロックバンド

未公開
- Donald And The Baby Sheep（iTunesで購入不可だが、英語版ホームページに映像あり）
- Mickey's Easter（iTunesで購入不可）

### 日本語版DVD
| タイトル                                                     | エピソード | 発売日                                  |
| ------------------------------------------------------------ | --- | --------------------------------------- |
| まほうのことば （Mickey's Great Clubhouse Hunt）             | まほうのことば 25 しゃっくりをとめよう（ボーナスエピソード） | 2007年5月23日 （2012年2月22日再発売）   |
| サンタクロースをたすけよう                                   | 21 サンタクロースをたすけよう 03 ことりのおうちをさがそう 13 ミッキーのかくれんぼ | 2007年11月14日 （2013年11月20日再発売） |
| びっくりおとぎばなし                                         | 17 ミニーのスープ 09 カエルになったドナルド 24 ねむれるもりのミニー | 2008年2月20日 （2012年5月16日再発売）   |
| たのしいハロウィーン                                         | 12 楽しいハロウィーン 19 グーフィーのてじな 22 デイジーせんせい | 2008年9月17日                           |
| ビーチであそぼう                                             | 62 ドナルドのアヒル 47 プルートのあわぶろ 07 ミッキーとさかなをつろう 53 ピートのハワイアン・パーティー | 2009年7月17日                           |
| ふしぎのくにのミッキー （Mickey's Adventures in Wonderland） | ふしぎのくにのミッキー 48 6にんのグーフィー（ボーナスエピソード） | 2009年9月16日 （2012年5月16日再発売）   |
| いろいろないろ                                               | 23 ミッキーのいろあつめ 44 ミッキーのてんらんかい 52 ミニーのにじ リトル・アインシュタイン／アオアシカツオドリのバレエのはっぴょうかい（ボーナスエピソード）                                                                            | 2010年2月17日 （2012年2月22日再発売）   |
| ミッキーのなつやすみ                                         | 74 デイジーのキリギリス 43 ミッキーのキャンプ 16 デイジーたちをたすけよう 39 ミッキーとミニーのジャングルたんけん おたすけマニー／みずうみに いこう（ボーナスエピソード）                                                               | 2010年6月23日 （2012年7月18日再発売）   |
| ミッキーのうちゅうたんけん                                   | 61 かせいからのメッセージ 42 ミッキーすいせい 49 スペースキャプテン・ドナルド おたすけマニー／おじいちゃんのぼうえんきょう（ボーナスエピソード）                                                                                        | 2010年9月22日                           |
| かぞえてみよう                                               | 40 すうじを つかまえよう 01 デイジーのヒツジをさがそう 65 ミッキーのびっくりプレゼント 68 スーパーグーフィーのスーパーチャレンジ | 2011年2月16日                           |
| ミニーのリボンやさん                                         | 81 ミニーのパジャマパーティー 79 ミニーのリボンやさん 63 ミニーとまいごのミツバチ 32 ミニーのピクニック おたすけマニー／ジュリエッタのかいぶつ（ボーナスエピソード）                                                                    | 2011年9月21日                           |
| ミニーにむちゅう                                             | 90 ミニーとデイジーのフラワーショー 10 ミニーのおたんじょうびパーティー 91 ベビーシッター・グーフィー 67 ミッキーのたまごさがし | 2012年2月22日                           |
| ゴールをめざそう                                             | 04 ドナルドのききゅうのレース 14 がんばれプルート 31 グーフィーのトレーニング おたすけマニー／そらを とんだひ（ボーナス・エピソード）                                                                                                   | 2012年9月19日                           |
| めいたんていミニ―                                            | 50 ひみつのスパイ デイジー 57 なかよしチーム 38 クララベルのクラブハウスゆうえんち 34 めいたんていミニー（スペシャル・エピソード） | 2013年2月20日                           |
| ディズのまほうつかい                                         | ディズのまほうつかい 97 きんのニワトリをさがそう 100 きえたグーフィー 「ミニーのリボンショー」から10エピソード収録（ボーナスエピソード）                                                                                                | 2013年6月19日                           |
| クリスタル・ミッキーをさがせ                                 | 105 クリスタル・ミッキーをさがせ 70 さばくのドナルド 73 まじんドナルド 58 グーフィーのココナッツパーティー 84 グーフィーのだいぼうけん                                                                                                  | 2014年2月19日                           |
| ミニーのペットサロン                                         | 117 ミニーのペットサロン 37 デイジーのペット 18 プルートとこいぬ 62 ドナルドのアヒル 86 フィガロをさがそう | 2014年2月19日                           |
| ミニーレラ                                                   | 112 ミニーレラ 98 プルートのおとぎばなし 46 ミッキーとまほうのタマゴ 11 デイジーのダンス 「ミニーのリボンショー」から10エピソード収録（ボーナスエピソード）                                                                             | 2014年7月2日                            |
| クラブハウスのせかいりょこう                                 | 115 クラブハウスのせかいりょこう 06 ドナルドとまめのき 08 グーフィーをたすけよう 28 ハンディヘルパーをなおそう 72 プルートときょうりゅう                                                                                                | 2014年10月22日                          |
| ミニーのたのしいリボンショー                                 | ミニーのふゆのリボンショー 103 うちゅうのティーパーティー 114 ミッキーレイクのたんけん 108 シェフ・グーフィー 「ミニーのリボンショー」から10エピソード収録（ボーナスエピソード）                                                        | 2015年2月18日                           |
| ミッキーのスーパーアドベンチャー                             | スーパーアドベンチャー 87 ミッキーせんちょう 77 ミッキーのマウスケたいそう 78 クラブハウスのちいさなパレード | 2015年6月17日                           |
| ミッキーのモンスターミュージカル                             | ミッキーのモンスターミュージカル ミッキーのかいぞくアドベンチャー 104 ミッキーののうじょうまつり ミニーのリボンショー 「ハッピー・ハロウィーン」                                                                                        | 2015年10月7日                           |
| ポップスター・ミニー                                         | 119 ポップスター・ミニー 120 クラブハウスのロックバンド 90 ミニーとデイジーのフラワーショー 82 ミニーのカレンダー （ボーナス・コンテンツ） 33 ミッキーのコンサート ミニーのリボンショー 「だいじなアンテナ」 「こまっためざましどけい」 | 2016年2月17日                           |
| ミッキーのうんどうかい                                       | 113 ミッキーのうんどうかい 111 マウスケボールをつかまえよう 109 マウスケドゥアをなおそう 118 ミッキーのマウスケバースデー 116 ドナルドのあたらしいクラブハウス 107 ミッキーのなぞとき                                                   | 2017年2月17日                           |

## 声の出演
- ミッキーマウス - 青柳隆志、星野貴紀（Disney+配信版・シーズン5）[7]
- ドナルドダック - 山寺宏一
- グーフィー - 島香裕、宮本崇弘（Disney+配信版・シーズン5）[7]
- ミニーマウス - 水谷優子、遠藤綾 (Disney+配信版・シーズン5）[7]
- デイジーダック - 土井美加
- プルート - ビル・ファーマー

福島、大平/北川、滝沢、稲葉、沢は出演・非出演に関わらず全ての回でクレジットされる。
- クララベル・カウ - 福島桂子
- ピート - 大平透、北川勝博（Disney+配信版・シーズン5）[7]
- チップ - 滝沢ロコ
- デール - 稲葉実
- ルードヴィヒ・フォン・ドレイク - 沢りつお
- トゥードルズ - 茂木滋
- キュードルズ - 狩野茉莉
- 巨人のウィリー - 田中英樹
- サンタクロース - 富田耕生（サンタクロースをたすけよう）大塚明夫（Disney+配信版・シーズン5）[7]
- ミリーマウス - 成田紗矢香（ミニーのふゆのリボンショー）
- メロディマウス - 沖田愛（ミニーのふゆのリボンショー）
- モーティマー・マウス - 水内清光（スーパーアドベンチャー）
- キャプテン・グーフ・ビアード - 佐山陽規（ミッキーのかいぞくアドベンチャー）
- ナレーション - 山寺宏一

## 日本語吹き替え版制作
- 翻訳/訳詞 - 未竹明日香
- 音楽演出 - 市之瀬洋一
- 演出 - 向山宏志
- 録音制作 - 東北新社
- Disney Character Voices International, Inc.

## リメイク版について
2023年8月19日、海外のディズニージュニア公式Xにて、ミッキーマウスの3Dアニメシリーズ最新作『ミッキーマウス クラブハウス 2.0 (仮称)』の制作が決定したことを発表した。現時点での内容は2つあり、1つ目はクラブハウスにミニーが主役の新エリアが追加。2つ目は新キャラクターとして、ダッフィー、リトルヘルパーが登場。テレビ放送は2025年夏を予定している。
2024年8月には『ミッキーマウス クラブハウス プラス』と正式にタイトルが決定した。